# NFL 1972
Die NFL-Saison 1972 war die 53. Saison im American Football in der National Football League (NFL). Die Regular Season begann am 17. September 1972 und endete am 17. Dezember 1972. Die Saison endete mit dem Pro Bowl am 21. Januar im Texas Stadium in Irving, Texas.
Die Miami Dolphins spielten dabei eine Perfect Season.

## Regeländerung
Zu Saisonbeginn änderte die NFL die Berechnung der Siegquote. Wurde zuvor noch ein Unentschieden wie ein nicht gespieltes Spiel behandelt, wurde dies nun als halber Sieg und halbe Niederlage gewertet. Während die Kansas City Chiefs 1971 mit einer Bilanz von 10 Siegen bei 3 Niederlagen und einem Unentschieden eine Siegquote von 0,769 (10/13) aufwiesen, hatten die Oakland Raiders mit der gleichen Bilanz in dieser Saison nur noch eine Siegquote von 0,750 (10,5/14).

## Regular Season
| AFC East             | AFC East | AFC East | AFC East | AFC East | AFC East | AFC East |
| Team                 | S        | N        | U        | SQ       | P+       | P−       |
| -------------------- | -------- | -------- | -------- | -------- | -------- | -------- |
| Miami Dolphins       | 14       | 0        | 0        | 1,000    | 385      | 171      |
| New York Jets        | 7        | 7        | 0        | 0,500    | 367      | 324      |
| Baltimore Colts      | 5        | 9        | 0        | 0,357    | 235      | 252      |
| Buffalo Bills        | 4        | 9        | 1        | 0,321    | 257      | 377      |
| New England Patriots | 3        | 11       | 0        | 0,214    | 192      | 446      |

| NFC East            | NFC East | NFC East | NFC East | NFC East | NFC East | NFC East |
| Team                | S        | N        | U        | SQ       | P+       | P−       |
| ------------------- | -------- | -------- | -------- | -------- | -------- | -------- |
| Washington Redskins | 11       | 3        | 0        | 0,786    | 336      | 218      |
| Dallas Cowboys      | 10       | 4        | 0        | 0,714    | 319      | 240      |
| New York Giants     | 8        | 6        | 0        | 0,571    | 331      | 247      |
| St. Louis Cardinals | 4        | 9        | 1        | 0,321    | 193      | 303      |
| Philadelphia Eagles | 2        | 11       | 1        | 0,179    | 145      | 352      |

| AFC Central         | AFC Central | AFC Central | AFC Central | AFC Central | AFC Central | AFC Central |
| Team                | S           | N           | U           | SQ          | P+          | P−          |
| ------------------- | ----------- | ----------- | ----------- | ----------- | ----------- | ----------- |
| Pittsburgh Steelers | 11          | 3           | 0           | 0,786       | 343         | 175         |
| Cleveland Browns    | 10          | 4           | 0           | 0,714       | 268         | 249         |
| Cincinnati Bengals  | 8           | 6           | 0           | 0,571       | 299         | 229         |
| Houston Oilers      | 1           | 13          | 0           | 0,071       | 164         | 380         |

| NFC Central       | NFC Central | NFC Central | NFC Central | NFC Central | NFC Central | NFC Central |
| Team              | S           | N           | U           | SQ          | P+          | P−          |
| ----------------- | ----------- | ----------- | ----------- | ----------- | ----------- | ----------- |
| Green Bay Packers | 10          | 4           | 0           | 0,714       | 304         | 226         |
| Detroit Lions     | 8           | 5           | 1           | 0,607       | 339         | 290         |
| Minnesota Vikings | 7           | 7           | 0           | 0,500       | 301         | 252         |
| Chicago Bears     | 4           | 9           | 1           | 0,321       | 225         | 275         |

| AFC West           | AFC West | AFC West | AFC West | AFC West | AFC West | AFC West |
| Team               | S        | N        | U        | SQ       | P+       | P−       |
| ------------------ | -------- | -------- | -------- | -------- | -------- | -------- |
| Oakland Raiders    | 10       | 3        | 1        | 0,750    | 365      | 248      |
| Kansas City Chiefs | 8        | 6        | 0        | 0,571    | 287      | 254      |
| Denver Broncos     | 5        | 9        | 0        | 0,357    | 325      | 350      |
| San Diego Chargers | 4        | 9        | 1        | 0,321    | 264      | 344      |

| NFC West            | NFC West | NFC West | NFC West | NFC West | NFC West | NFC West |
| Team                | S        | N        | U        | SQ       | P+       | P−       |
| ------------------- | -------- | -------- | -------- | -------- | -------- | -------- |
| San Francisco 49ers | 8        | 5        | 1        | 0,607    | 353      | 249      |
| Atlanta Falcons     | 7        | 7        | 0        | 0,500    | 269      | 274      |
| Los Angeles Rams    | 6        | 7        | 1        | 0,464    | 291      | 286      |
| New Orleans Saints  | 2        | 11       | 1        | 0,179    | 215      | 361      |

 Divisionssieger 0
 Wildcard

Quelle: pro-football-reference.com

## Play-offs
Obwohl die Miami Dolphins eine Perfect Season spielten, mussten sie in ihrem Championship Game auswärts antreten.  Dies lag an der Rotation, nach der das Heimrecht zwischen 1970 und 1975 bestimmt wurde.  Nach dieser Rotation wären die Redskins zuhause auf das Wildcard-Team getroffen.  Da dieses mit den Dallas Cowboys aus derselben Division kam, wurden in der NFC die Gegner der Heimteams getauscht.
|  | Divisional Playoffs                 | Divisional Playoffs                 | Divisional Playoffs |                            |                     | Conf. Championship Games | Conf. Championship Games | Conf. Championship Games |  |  | Super Bowl VII | Super Bowl VII | Super Bowl VII |
|  |                                     |                                     |                     |                            |                     |                          |                          |                          |  |  |                |                |                |
|  | 24. Dezember – RFK Stadium          |                                     |                     |                            |                     |                          |                          |                          |  |  |                |                |                |
|  |                                     |                                     |                     |                            |                     |                          |                          |                          |  |  |                |                |                |
|  | E                                   | Washington Redskins                 | 16                  |                            |                     |                          |                          |                          |  |  |                |                |                |
|  | E                                   | Washington Redskins                 | 16                  | 31. Dezember – RFK Stadium |                     |                          |                          |                          |  |  |                |                |                |
|  | C                                   | Green Bay Packers                   | 3                   |                            |                     |                          |                          |                          |  |  |                |                |                |
|  | C                                   | Green Bay Packers                   | 3                   | E                          | Washington Redskins | 26                       |                          |                          |  |  |                |                |                |
|  | 23. Dezember – Candlestick Park     |                                     |                     | E                          | Washington Redskins | 26                       |                          |                          |  |  |                |                |                |
|  |                                     | WC                                  | Dallas Cowboys      | 3                          |                     |                          |                          |                          |  |  |                |                |                |
|  | W                                   | WC                                  | Dallas Cowboys      | 3                          | San Francisco 49ers | 28                       |                          |                          |  |  |                |                |                |
|  | W                                   |                                     |                     | 14. Januar – L.A. Coliseum | San Francisco 49ers | 28                       |                          |                          |  |  |                |                |                |
|  | WC                                  | Dallas Cowboys                      | 30                  |                            |                     |                          |                          |                          |  |  |                |                |                |
|  | WC                                  | Dallas Cowboys                      | 30                  | N                          | Washington Redskins | 7                        |                          |                          |  |  |                |                |                |
|  | 23. Dezember – Three Rivers Stadium |                                     |                     | N                          | Washington Redskins | 7                        |                          |                          |  |  |                |                |                |
|  |                                     | A                                   | Miami Dolphins      | 14                         |                     |                          |                          |                          |  |  |                |                |                |
|  | C                                   | A                                   | Miami Dolphins      | 14                         | Pittsburgh Steelers | 13                       |                          |                          |  |  |                |                |                |
|  | C                                   | 31. Dezember – Three Rivers Stadium |                     |                            | Pittsburgh Steelers | 13                       |                          |                          |  |  |                |                |                |
|  | W                                   | Oakland Raiders                     | 7                   |                            |                     |                          |                          |                          |  |  |                |                |                |
|  | W                                   | Oakland Raiders                     | 7                   | C                          | Pittsburgh Steelers | 17                       |                          |                          |  |  |                |                |                |
|  | 24. Dezember – Miami Orange Bowl    |                                     |                     | C                          | Pittsburgh Steelers | 17                       |                          |                          |  |  |                |                |                |
|  |                                     | E                                   | Miami Dolphins      | 21                         |                     |                          |                          |                          |  |  |                |                |                |
|  | E                                   | E                                   | Miami Dolphins      | 21                         | Miami Dolphins      | 20                       |                          |                          |  |  |                |                |                |
|  | E                                   |                                     |                     |                            | Miami Dolphins      | 20                       |                          |                          |  |  |                |                |                |
|  | WC                                  | Cleveland Browns                    | 14                  |                            |                     |                          |                          |                          |  |  |                |                |                |
|  | WC                                  | Cleveland Browns                    | 14                  |                            |                     |                          |                          |                          |  |  |                |                |                |

## Super Bowl VII
Der 7. Super Bowl fand am 14. Januar 1973 im Los Angeles Memorial Coliseum in Los Angeles, Kalifornien statt. Im Finale trafen die Miami Dolphins auf die Washington Redskins, die Miami Dolphins gewannen ihren ersten Super Bowl.

## Auszeichnungen
| Most Valuable Player            | Larry Brown, Runningback, Washington Redskins   |
| Coach of the Year               | Don Shula, Miami Dolphins                       |
| Offensive Player of the Year    | Larry Brown, Runningback, Washington Redskins   |
| Defensive Player of the Year    | Joe Greene, Defensive End, Pittsburgh Steelers  |
| Offensive Rookie of the Year    | Franco Harris, Runningback, Pittsburgh Steelers |
| Defensive Rookie of the Year    | Willie Buchanon, Cornerback, Green Bay Packers  |
| Comeback Player of the Year     | Earl Morrall, Quarterback, Miami Dolphins       |
| Man of the Year                 | Willie Lanier, Linebacker, Kansas City Chiefs   |
| Super Bowl Most Valuable Player | Jake Scott, Safety, Miami Dolphins              |